# Martin Stegu

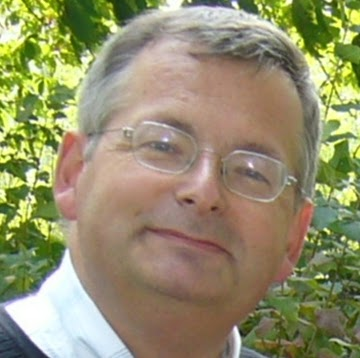
Martin Stegu (2017)

Martin Stegu (* 6. November 1952 in Wien) ist ein österreichischer Sprachwissenschaftler und ehemaliger Universitätsprofessor für romanische Sprachen an der Wirtschaftsuniversität Wien.

## Leben
Nach Ablegung der Matura am Theresianum in Wien studierte Stegu Romanistik, Slawistik und Allgemeine Sprachwissenschaft an der Universität Wien. Seinen ersten Studienabschluss erwarb er – nach Hospitationen am Gymnasium Stubenbastei – in den Lehramtsfächern Russisch und Französisch. Er begann seine Lehrtätigkeit im Rahmen von Auslandslektoraten an Universitäten in Nizza und Zagreb.
1981 promovierte er mit einer Arbeit zu Vergangenheitstempora im Russischen, Französischen und Bulgarischen und trat eine Stelle als Universitätsassistent am Institut für Romanische Sprachen der Wirtschaftsuniversität Wien an. An dieser habilitierte er sich 1993 mit einer Schrift zu dem Thema Texte, Bilder, Bildtexte: Möglichkeiten postmoderner Semiotik und Linguistik.
1994 war er Mitbegründer des österreichischen Verbands für Angewandte Linguistik verbal als nationaler Ableger des Weltverbandes Association internationale de linguistique appliquée (AILA). Bis heute ist er ununterbrochen Mitglied des verbal-Vorstands.
1995 wurde er als Professor für Angewandte Sprachwissenschaft an die TU Chemnitz berufen, wo er bis zu seiner Rückkehr nach Wien im Jahr 2000 wirkte. Von 2000 bis 2018 war er an der Wirtschaftsuniversität Wien als Universitätsprofessor am Institut für Romanische Sprachen (Französisch und Italienisch) tätig.

## Forschung
Fremd- und Fachsprachendidaktik bilden von Beginn an einen Schwerpunkt der Forschungstätigkeit von Martin Stegu. Die Auseinandersetzung mit Semiotik (besonders Text-Bild-Beziehungen) steht ebenso wie die Beschäftigung mit intra- und interkulturellen Kommunikationsproblemen im Mittelpunkt zahlreicher Publikationen. Arbeiten zu Sprach- und Kommunikationswissen von und für Nicht-Linguisten, insbesondere zur Rolle von Fremdsprachen in der Wirtschaft stellen einen weiteren Forschungsfokus dar. In jüngerer Zeit hat Martin Stegu seine Forschungsinteressen auf den Bereich der Queer und Gender Studies ausgedehnt.

## Publikationen

### Monografien
- Postmoderne Semiotik und Linguistik. Möglichkeiten, Anwendungen, Perspektiven. Peter Lang, 1998.
- Texte, Bilder, Bildtexte: Möglichkeiten postmoderner Semiotik und Linguistik. Habil.-Schr., Wirtschaftsuniv. Wien, 1993.
- Kontrastive Untersuchungen zu den Vergangenheitstempora im Russischen, Französischen und Bulgarischen: der slavische Verbalaspekt und sein Verhältnis zu den Oppositionen passé simple/composé: imparfait und Aorist: Imperfekt (minalo svǎršeno vreme: minalo nesvǎršeno vreme.) Peter Lang, 1985.

### Herausgeberschaft (Auswahl)
- Fachsprachenunterricht heute: Bedarf – (Fach-)Wissen – Kontext. (gemeinsam mit Christine Simone Sing, und Elisabeth Peters) (= Fachsprache. International Journal of Specialized Communication) 36/1–2 Wien: facultas. wuv 2014.
- Discourse & Society. Special Issue on Queer Linguistics. (gemeinsam mit Heiko Motschenbacher) Los Angeles: Sage 2013.
- Applied Folk Linguistics. (gemeinsam mit Antje Wilton) Amsterdam: John Benjamins 2011 (= AILA Review 24).
- New Directions in LSP Teaching. (gemeinsam mit Jan Engberg, Jan, Marianne Grove Ditlevsen und Peter Kastberg) Peter Lang, 2008.
- Mediendiskurse. verbal-Workshop 1996. (gemeinsam mit Bernhard Kettemann und Hartmut Stöckl) (Sprache im Kontext 5) Peter Lang, 1998.